# Leucippus (cráter)

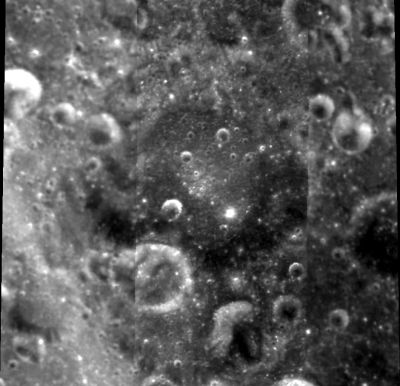
Fotografía de la misión Clementine (1994)

Leucippus es un Cráter de impacto perteneciente a la cara oculta de la Luna. Está relativamente aislado de otros cráteres con nombre propio, aunque se encuentra a algo más de un diámetro del cráter al sur-sureste de la enorme pared de la llanura amurallada de Landau. Al sudoeste de Leucippus aparece el cráter satélite Leucippus Q, de mayor tamaño que el cráter principal.
|  |

El borde de Leucippus aparece erosionado, con un cráter más pequeño atravesando su extremo sur. Un pequeño cráter se localiza en la pared interior occidental. La pared interior del borde carece por lo general de detalles, formando una pendiente relativamente suave hasta alcanzar el suelo interior, cuyo contorno se halla desplazado ligeramente hacia el sureste, donde la pared interior es más estrecha. La plataforma interior abarca aproximadamente la mitad del diámetro del cráter. Un pequeño cráter sobre el suelo interior junto al borde sur, y solo unos pocos cráteres pequeños marcan su superficie, relativamente llana.

## Cráteres satélite
Por convención estos elementos son identificados en los mapas lunares poniendo la letra en el lado del punto medio del cráter que está más cerca de Leucippus.
|           | \| Leucippus \| Coordenadas \| Diámetro \| \| --------- \| ------------------------------- \| -------- \| \| F \| 29°06′N 113°00′O / 29.1, -113.0 \| 19 km \| \| K \| 27°12′N 115°00′O / 27.2, -115.0 \| 14 km \| \| Q \| 25°54′N 118°48′O / 25.9, -118.8 \| 84 km \| \| X \| 33°24′N 118°48′O / 33.4, -118.8 \| 36 km \| |          |
| Leucippus | Coordenadas | Diámetro |
| F         | 29°06′N 113°00′O / 29.1, -113.0 | 19 km    |
| K         | 27°12′N 115°00′O / 27.2, -115.0 | 14 km    |
| Q         | 25°54′N 118°48′O / 25.9, -118.8 | 84 km    |
| X         | 33°24′N 118°48′O / 33.4, -118.8 | 36 km    |